# Phytophlops nigricella
Phytophlops nigricella is een vlinder uit de familie Stathmopodidae. De wetenschappelijke naam van de soort is voor het eerst geldig gepubliceerd in 1958 door Viette.